# Liga de Voleibol Superior Femenino
Liga de Voleibol Superior Femenino (LVSF) är den högsta serien för volleyboll för damer i Puerto Rico. Serien organiseras av Federación Puertorriqueña de Voleibol (FPV), Puerto Ricos volleybollförbund, sedan 1968. Pinkin de Corozal har varit mest framgångsrika med 17 segrar

## Resultat per säsong
| Säsong                  | Mästare                   | Tvåa                       |
| ----------------------- | ------------------------- | -------------------------- |
| 1968 mer information    | Pinkin de Corozal         | -                          |
| 1969 mer information    | Pinkin de Corozal         | -                          |
| 1970 mer information    | Pinkin de Corozal         | -                          |
| 1971 mer information    | Pinkin de Corozal         | -                          |
| 1972 mer information    | Pinkin de Corozal         | -                          |
| 1973 mer information    | Pinkin de Corozal         | -                          |
| 1974 mer information    | Pinkin de Corozal         | -                          |
| 1975 mer information    | Pinkin de Corozal         | -                          |
| 1976 mer information    | Volleygirls de Guayanilla | Pinkin de Corozal          |
| 1977 mer information    | Pinkin de Corozal         | Volleygirls de Guayanilla  |
| 1978 mer information    | Mets de Guaynabo          | Pinkin de Corozal          |
| 1979 mer information    | Pinkin de Corozal         | Mets de Guaynabo           |
| 1980 mer information    | Pinkin de Corozal         | Chicas de San Juan         |
| 1981 mer information    | Pinkin de Corozal         | Chicas de San Juan         |
| 1982 mer information    | Pinkin de Corozal         | -                          |
| 1983 mer information    | Pinkin de Corozal         | Chicas de San Juan         |
| 1984 mer information    | Pinkin de Corozal         | Chicas de San Juan         |
| 1985 mer information    | Radiólogas Arecibo        | Chicas de San Juan         |
| 1986 mer information    | Radiólogas Arecibo        | Criollas de Caguas         |
| 1987 mer information    | Radiólogas Arecibo        | Criollas de Caguas         |
| 1988 mer information    | Radiólogas Arecibo        | Criollas de Caguas         |
| 1989 mer information    | Leonas de Ponce           | Criollas de Caguas         |
| 1990 mer information    | Leonas de Ponce           | Mets de Guaynabo           |
| 1991 mer information    | Leonas de Ponce           | Criollas de Caguas         |
| 1992 mer information    | Chicas de San Juan        | Criollas de Caguas         |
| 1993-94 mer information | Mets de Guaynabo          | Criollas de Caguas         |
| 1995 mer information    | Mets de Guaynabo          | Criollas de Caguas         |
| 1996 mer information    | Criollas de Caguas        | Pinkin de Corozal          |
| 1997 mer information    | Criollas de Caguas        | Llaneras de Toa Baja       |
| 1998 mer information    | Criollas de Caguas        | Pinkin de Corozal          |
| 1999 mer information    | Llaneras de Toa Baja      | Criollas de Caguas         |
| 2000 mer information    | Criollas de Caguas        | Llaneras de Toa Baja       |
| 2001 mer information    | Criollas de Caguas        | Conquistadoras de Guaynabo |
| 2002 mer information    | Criollas de Caguas        | Indias de Mayagüez         |
| 2003 mer information    | Gigantes de Carolina      | Conquistadoras de Guaynabo |
| 2004 mer information    | Gigantes de Carolina      | Criollas de Caguas         |
| 2005 mer information    | Criollas de Caguas        | Indias de Mayagüez         |
| 2006 mer information    | Gigantes de Carolina      | Pinkin de Corozal          |
| 2007 mer information    | Valencianas de Juncos     | Criollas de Caguas         |
| 2008 mer information    | Pinkin de Corozal         | Criollas de Caguas         |
| 2009 mer information    | Llaneras de Toa Baja      | Pinkin de Corozal          |
| 2010 mer information    | Pinkin de Corozal         | Llaneras de Toa Baja       |
| 2011 mer information    | Criollas de Caguas        | Mets de Guaynabo           |
| 2012 mer information    | Lancheras de Cataño       | Criollas de Caguas         |
| 2013 mer information    | Indias de Mayagüez        | Pinkin de Corozal          |
| 2014 mer information    | Criollas de Caguas        | Leonas de Ponce            |
| 2015 mer information    | Criollas de Caguas        | Indias de Mayagüez         |
| 2016 mer information    | Criollas de Caguas        | Capitalinas de San Juan    |
| 2017 mer information    | Criollas de Caguas        | Valencianas de Juncos      |
| 2018 mer information    | Spelades inte             | Spelades inte              |
| 2019 mer information    | Criollas de Caguas        | Changas de Naranjito       |
| 2020 mer information    | Avslutades inte           | Avslutades inte            |
| 2021 mer information    | Criollas de Caguas        | Sanjuaneras de la Capital  |